# Charles Meredith
Pour les articles homonymes, voir Meredith.
Charles Meredith est un acteur américain né à Knoxville, Pennsylvanie, le 27 août 1894; mort à Los Angeles, Californie, le 28 novembre 1964.

## Filmographie partielle
- 1919 : The Other Half de King Vidor - Donald Trent
- 1919 : Poor Relations de King Vidor - Monty Rhodes
- 1920 : Le Loupiot (Judy of Rogue's Harbor) de William Desmond Taylor - Lieutenant Teddy Kingsland
- 1920 : L'Honneur de la famille (The Family Honor) de King Vidor - Merle Curran
- 1920 : The Little 'Fraid Lady de John G. Adolfi - Saxton Graves
- 1921 : The Foolish Matrons de Maurice Tourneur - Lafayette Wayne
- 1921 : The Cave Girl de Joseph Franz
- 1924 : In Hollywood with Potash and Perlmutter d'Alfred E. Green
- 1947 : Femme ou Maîtresse (Daisy Kenyon) d'Otto Preminger - Le juge
- 1948 : La Scandaleuse de Berlin (A Foreign Affair) de Billy Wilder - Yandell
- 1948 : Le Garçon aux cheveux verts (The Boy With Green Hair) de Joseph Losey - Mr. Piper
- 1949 : Streets of San Francisco de George Blair
- 1949 : Samson et Dalila de Cecil B. DeMille
- 1949 : The Lady Takes a Sailor de Michael Curtiz
- 1950 : Femmes en cage (Caged) de John Cromwell
- 1950 : Le Roi du tabac (Bright Leaf) de Michael Curtiz - Pendleton
- 1950 : Le Fauve en liberté (Kiss Tomorrow Goodbye) de Gordon Douglas
- 1950 : Francis, le mulet qui parle (Francis) d'Arthur Lubin
- 1951 : Une corde pour te pendre ou Le Désert de la peur (Along the Great Divide) de Raoul Walsh - Le juge Marlowe
- 1951 : Duel sous la mer (Submarine Command) de John Farrow - L'amiral Tobias
- 1951 : L'Inconnu du Nord-Express (Strangers on a Train) d'Alfred Hitchcock - Le Juge Donahue
- 1952 : La Vallée des géants (The Big Trees) de Felix Feist - Elder Bixby
- 1952 : Cette sacrée famille (Room for One More) de Norman Taurog - Mr. Thatcher
- 1954 : Des monstres attaquent la ville (Them!) de Gordon Douglas
- 1955 : New York confidentiel (New York Confidential) de Russell Rouse
- 1955 : Pavillon de combat (The Eternal Sea) de John H. Auer
- 1956 : Le Justicier solitaire (The Lone Ranger) de Stuart Heisler - Le Gouverneur
- 1956 : Géant  (Giant) de George Stevens - Ministre
- 1958 : Les Boucaniers (The Buccaneer) d'Anthony Quinn - Sénateur senior
- 1960 : L'Inconnu de Las Vegas (Ocean's Eleven) de Lewis Milestone - Mr. Cohen
- 1964 : Sept Jours en mai (Seven Days in May) de John Frankenheimer - Membre du comité du Sénat
- 1964 : La mort frappe trois fois (Dead Ringer) de Paul Henreid - L'avocat de la défense
- 1964 : The Incredible Mr. Limpet, d'Arthur Lubin - Amiral de la flotte
- 1964 : Feu sans sommation (The Quick Gun) de Sidney Salkow - Révérend Staley